# Фишер, Эллисон (снукеристка)
Э́ллисон Фи́шер (англ. Allison Fisher, род. 24 февраля 1968 года в Чезанте, Хартфордшир, Англия) — английская бывшая профессиональная снукеристка, с 1995 года играет в пул в Америке на высочайшем уровне. 
Член Зала славы Бильярдного Конгресса Америки с 2009 года и Зала славы снукера с 2022 года.
Свой первый мировой титул в снукере она выиграла в возрасте 17 лет. Всего в снукере у неё свыше 80 национальных титулов и 11 титулов чемпионки мира среди женщин (7 — в одиночном разряде, 4 — в парном, из них 3 — со Стивом Дэвисом). Фишер стала первой снукеристкой, сделавшей сенчури брейк на чемпионате мира — 103 (1991).
Её менеджером был Барри Хирн, который пригласил Фишер участвовать в Премьер-лиге, наравне с мужчинами. В своём первом турнире (1991/1992) она обыграла таких игроков, как Нил Фудс, Майк Халлетт и Тони Драго, а также сыграла вничью с Тони Мео.
Переехав в 1995 в Соединённые Штаты Америки, Эллисон стала играть в пул и завоевала ещё 64 различных титула, включая 4 титула чемпионки мира. За последние 13 лет Фишер 11 раз называлась «игроком года».
Проживает в Шарлотте, Северная Каролина, США.

## Титулы и награды
1991
- 1991 Mita/Sky World Masters смешанные пары — со Стивом Дэвисом
- 1991 Mita/Sky World Masters женские пары — со Стейси Хиллъярд

1995
- 1995 WPBA Orlando Classic

1996
- 1996 WPA чемпионат мира по пулу-9
- 1996 WPBA Honolulu Classic
- 1996 WPBA Los Angeles Classic
- 1996 WPBA Nashville Classic
- 1996 WPBA чемпионат США по пулу-9
- 1996 WPBA New York Classic
- 1996 WPBA Orlando Classic

1997
- 1997 ESPN Ultimate 9-Ball Challenge
- 1997 WPA чемпионат мира по пулу-9
- 1997 WPBA Detroit Classic
- 1997 WPBA Los Angeles Classic
- 1997 WPBA New York Classic
- 1997 WPBA Philadelphia Players Championship
- 1997 WPBA Phoenix Classic
- 1997 WPBA Twin Cities Classic

1998
- 1998 ESPN Ultimate Shootout
- 1998 Турнир чемпионов
- 1998 WPA чемпионат мира по пулу-9
- 1998 WPBA Bay Area Classic
- 1998 WPBA Dallas Classic
- 1998 WPBA чемпионат США по пулу-9
- 1998 WPBA Philadelphia Players Championship
- 1998 WPBA San Diego Classic
- 1998 WPBA Twin Cities Classic

1999
- 1999 Billiard Congress of America Pro Open
- 1999 ESPN Ultimate 9-Ball Challenge
- 1999 ESPN Ultimate Shootout
- 1999 WPBA Arizona Classic
- 1999 WPBA Detroit Classic
- 1999 WPBA чемпионат США
- 1999 WPBA Players Championship
- 1999 WPBA U.S. Open

2000
- 2000 BCA U.S. Open Straight Pool Championship
- 2000 Long Fong Cup
- 2000 Турнир чемпионов
- 2000 UCC World Ladies Pro 9-Ball Tournament
- 2000 WPBA California Classic
- 2000 WPBA чемпионат США
- 2000 WPBA Villa Park 9-Ball Challenge
- 2000 WPBA Virtual Pool 9-Ball Challenge

2001
- 2001 Amway Cup
- 2001 Турнир чемпионов

2002
- 2002 Amway Cup
- 2002 Турнир чемпионов
- 2002 WPBA Midwest Classic
- 2002 WPBA Players Championship
- 2002 Billiards Digest — игрок года (женщины)

2003
- 2003 WPBA Delta Classic
- 2003 WPBA Midwest Classic
- 2003 WPBA чемпионат США по пулу-9
- 2003 WPBA San Diego Classic
- 2003 Billiards Digest — игрок года (женщины)

2004
- 2004 ESPN Ladies Challenge of Champions
- 2004 WPBA Delta Classic
- 2004 WPBA Midwest Classic
- 2004 WPBA San Diego Classic
- 2004 Billiards Digest — игрок года (женщины)

2005
- 2005 Amway Cup
- 2005 WPBA BCA 9-Ball Championship
- 2005 WPBA Carolina Classic
- 2005 WPBA Great Lakes Classic
- 2005 WPBA Midwest Classic
- 2005 WPBA U.S. Open
- 2005 Billiards Digest — игрок года (женщины)

2006
- 2006 WPBA Classic Tour National Nine-ball Champion
- 2006 WPBA Great Lakes Classic
- 2006 Billiards Digest — игрок года (женщины)

2007
- 2007 US Open Nine-ball Championship (женщины)
- 2007 WPBA Classic Tour National Nine-ball Champion
- 2007 Florida Classic
- 2007 Billiards Digest — игрок года (женщины)
- 2007 Pool & Billiard Magazine — игрок года (женщины)
- 2007 Pool & Billiard Magazine Fans' Топ 20 лучших игроков

2008
- 2008 WPBA San Diego Classic
- 2008 WPBA Great Lakes Classic